# Tauno Kovanen
Tauno Into Kovanen (ur. 20 czerwca 1917 w Kuru, zm. 9 lutego 1986 w Lahti) – fiński zapaśnik reprezentant kraju na Letnich Igrzyskach Olimpijskich 1952 w Helsinkach.

## Kariera

### Letnie Igrzyska Olimpijskie 1952
Kovanen debiutował w Letnich Igrzyskach Olimpijskich w wieku 35 lat. Podczas igrzysk wystąpił w turnieju w wadze ciężkiej - powyżej 87 kg w stylu klasycznym, w którym zdobył brązowy medal.
W pierwszych trzech rundach turnieju spotkał się kolejno z reprezentantem Rumunii Alexandru Șuli, Argentyny Adolfo Ramírezem oraz Niemiec Zachodnich Willi Waltnerem. Wszystkich tych zapaśników Kovanen pokonał 3:0. W kolejnych dwóch etapach przegrał dwa razy przed czasem, najpierw z przyszłym złotym medalistą, Estończykiem reprezentującym Związek Socjalistycznych Republik Radzieckich Johannesem Kotkasem, a następnie z Czechem Josefem Růžičką, który na igrzyskach reprezentował Czechosłowację.